# Kanton Chevilly-Larue
Kanton Chevilly-Larue (fr. Canton de Chevilly-Larue) je francouzský kanton v departementu Val-de-Marne v regionu Île-de-France. Tvoří ho dvě obce.

## Obce kantonu
- Chevilly-Larue
- Rungis